# Atopomacer orites
Atopomacer orites is een keversoort uit de familie bastaardsnuitkevers (Nemonychidae). De wetenschappelijke naam van de soort werd in 1989 gepubliceerd door Guillermo Kuschel.